# Phylliidae
I Fillidi (Phylliidae, Brunner, 1893) sono una famiglia di insetti dell'ordine dei fasmidi. Gli appartenenti a questa famiglia sono comunemente detti insetti foglia per via del loro aspetto del tutto simile a quello di una foglia, che è uno dei più notevoli esempi di mimetismo nel regno animale.

## Descrizione

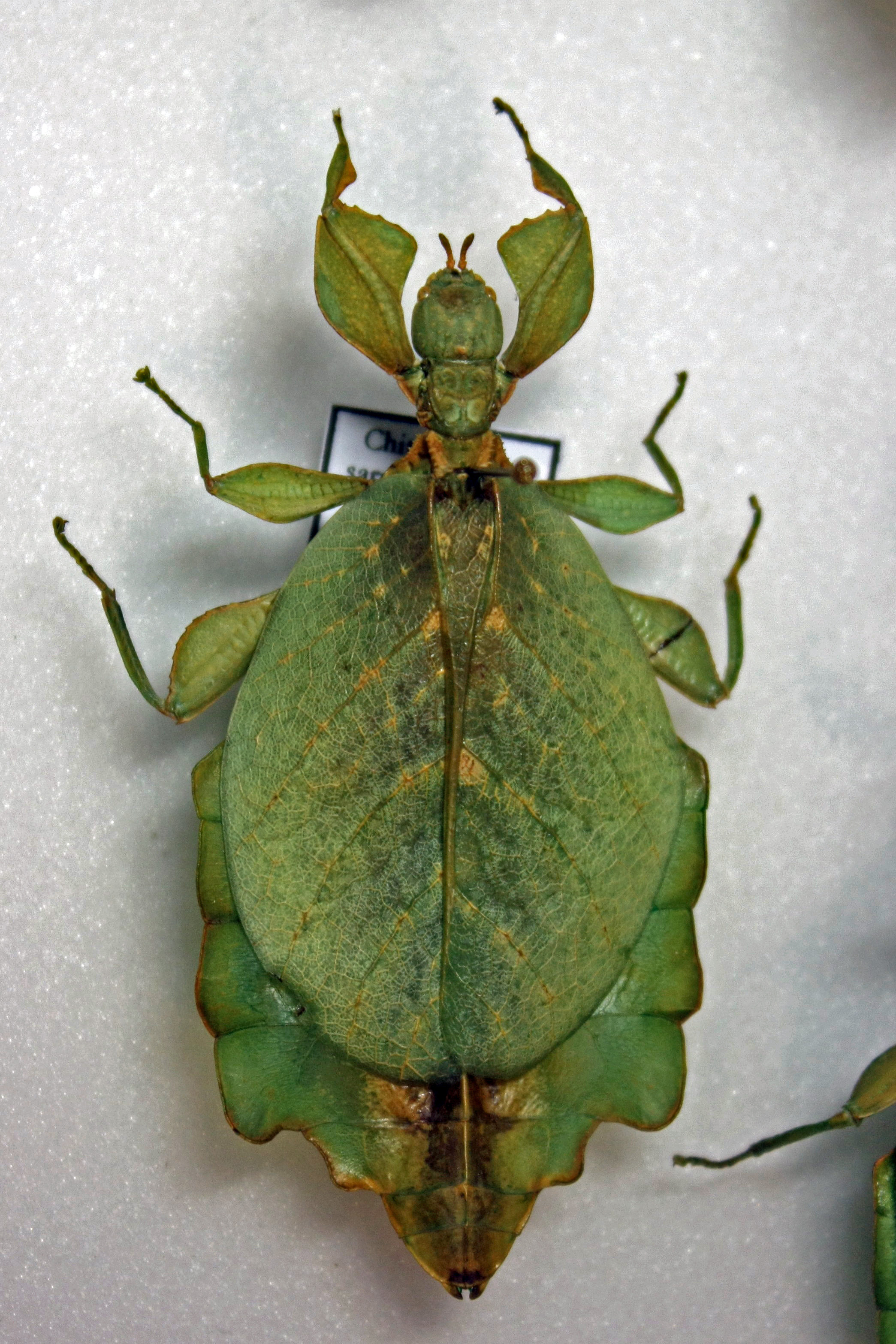
Femmina di Chitoniscus sarrameaensis

Com'è chiaro dal nome, gli insetti foglia hanno la sembianza di foglie, il che permette loro di camuffarsi in modo tanto accurato da rendere spesso impossibile ai predatori di distinguerli dalle foglie reali; alcune specie di insetti foglia hanno persino sviluppato ai lati del corpo dei segni simili a morsi, buchi o malattie delle piante. Sono di colore generalmente verde e presentano un addome schiacciato.
Le dimensioni variano di specie in specie, da un minimo di 28 mm a un massimo di 110, con i maschi generalmente un po' più piccoli delle femmine. Oltre a questo, vi sono altri segni di dimorfismo sessuale: le antenne sono lunghe e pelose nei maschi e corte e lisce nelle femmine. Queste ultime sono in genere attere, ma dotate di larghe elitre, mentre i maschi hanno piccole elitre e sono provvisti di ali.

### Biologia
Sono insetti erbivori. Le uova vengono deposte sottoterra, spingendole o anche facendole cadere; va però notato che, in assenza di maschi, una femmina può anche generare uova per partenogenesi. Le ninfe sono in genere senz'ali e di colore bruno o rossastro: dopo la schiusa delle uova, si arrampicano sugli alberi dove cominciano a nutrirsi di foglie, diventando verdi col passare del tempo. Le ninfe di alcune specie, come ulteriore metodo imitativo, dondolano avanti e indietro imitando le foglie scosse dal vento.

## Diffusione e habitat
Gli insetti foglia sono diffusi nel Sud-est asiatico, in alcune isole dell'oceano pacifico e in Australia; abitano generalmente aree dense di vegetazione.

## Storia delle osservazioni

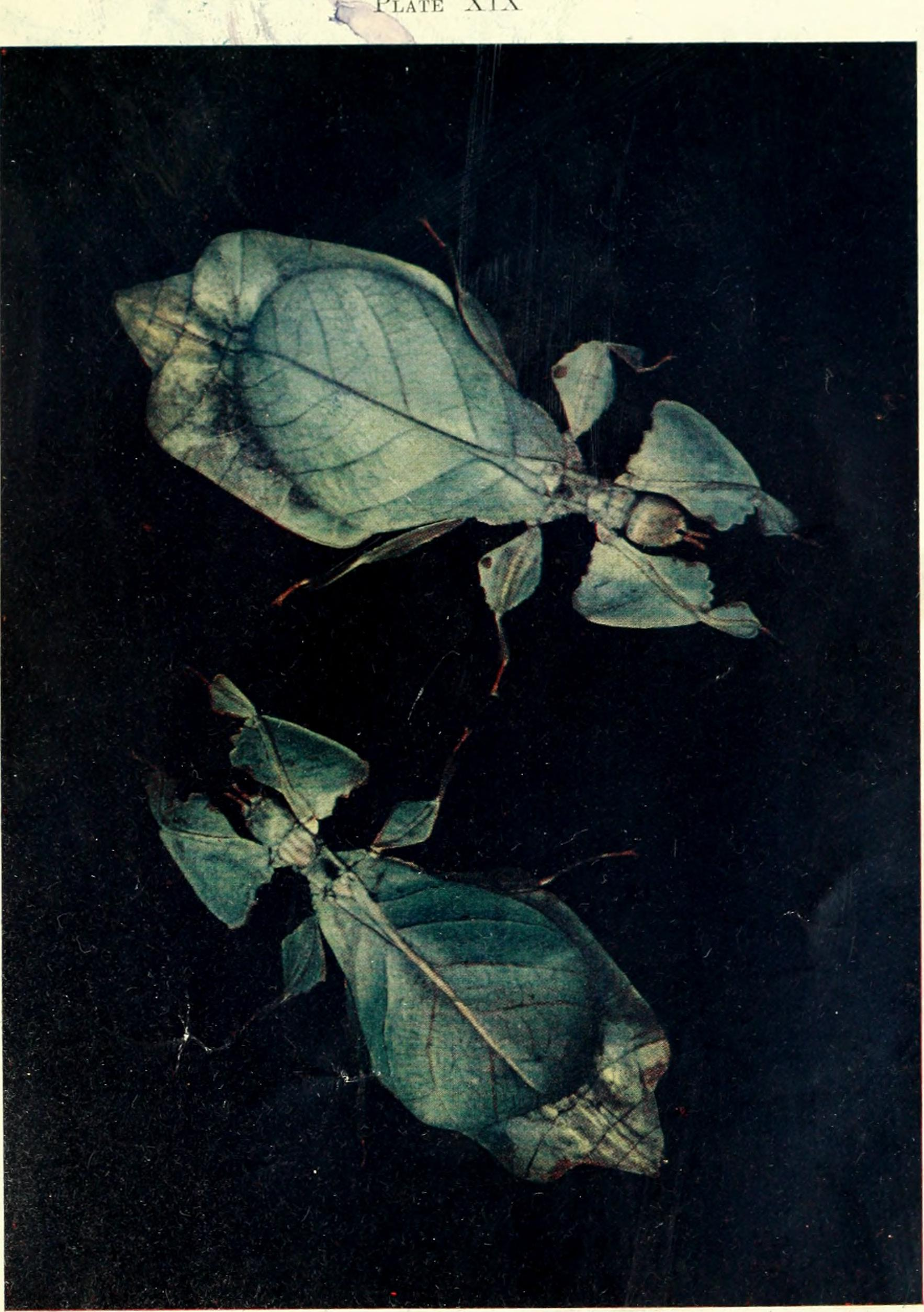
Una coppia di Fillidi in un'illustrazione tratta da Insects: their life-histories and habits, di Harold Bastin

Lo studioso Antonio Pigafetta fu probabilmente il primo a documentare l'insetto. Partito con Ferdinando Magellano nella spedizione di circumnavigazione del globo, redasse una cronaca in cui riportava notazioni e riflessioni sulla fauna dell'isola di Cimbonbon (da identificare con Banggi, nell'odierna Malaysia, o con Balabac, nelle odierne Filippine), dove la flotta si era fermata per operare delle riparazioni. Nel corso di questo lasso di tempo Pigafetta documentò le specie del genere Phyllium col seguente passaggio nella sua Relazione del primo viaggio intorno al mondo:

## Sistematica
Comprende i seguenti generi: 
- Sottofamiglia Phylliinae
  - Tribù Nanophylliini
    - Genere Nanophyllium

  - Tribù Phylliini
    - Genere Chitoniscus
    - Genere Microphyllium
    - Genere Phyllium